# Nathan-Söderblom-Kirche (Reinbek)

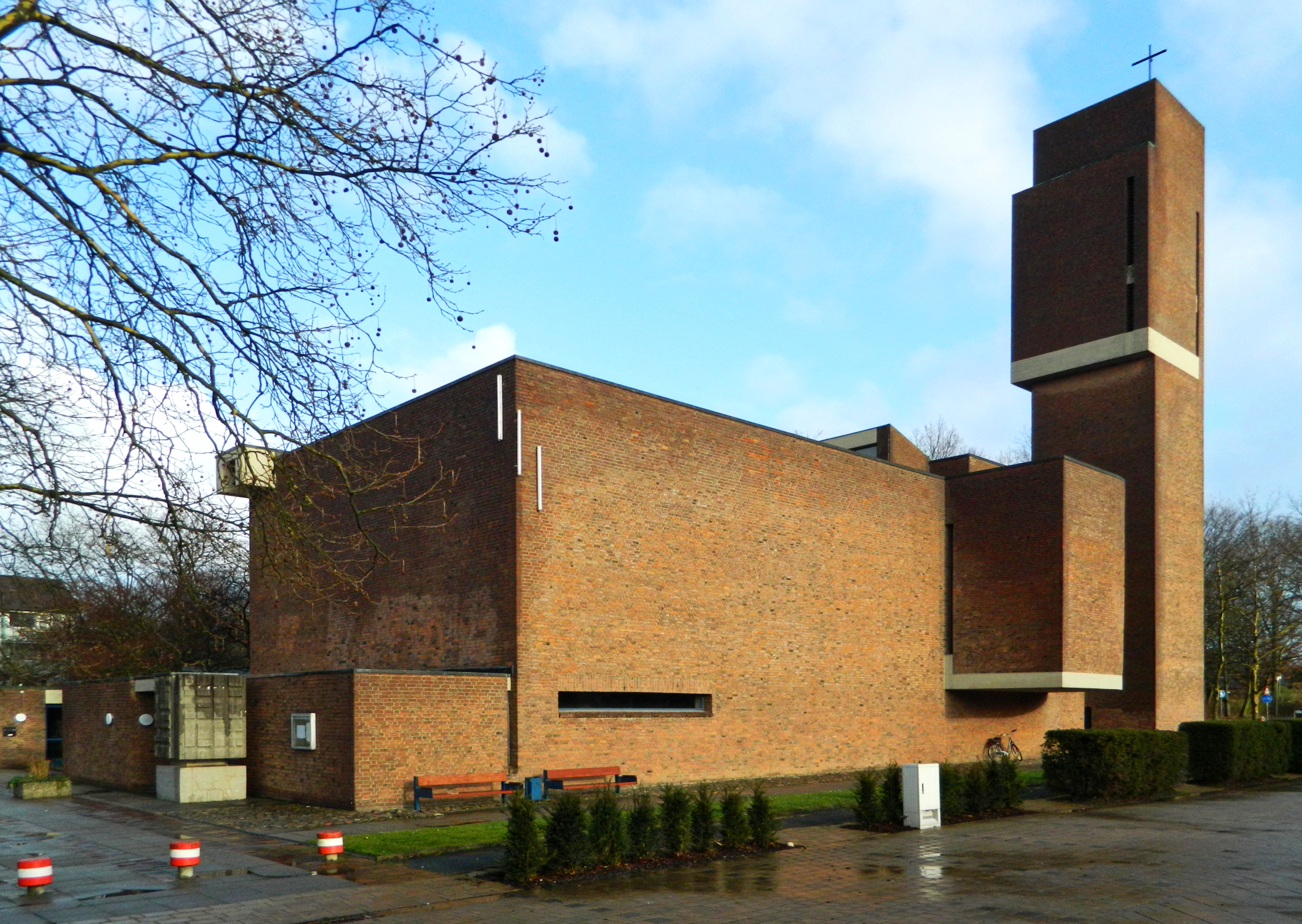
Nathan-Söderblom-Kirche in Reinbek

Die Nathan-Söderblom-Kirche der Evangelisch-Lutherischen Kirchengemeinde Reinbek-West in Reinbek im Süden Schleswig-Holsteins (Kreis Stormarn) ist die Kirche für die Ortsteile Hinschendorf, Wildenhof und Klosterbergen. Sie ist benannt nach dem schwedischen Erzbischof und Friedensnobelpreisträger Nathan Söderblom. Der Bau steht unter Denkmalschutz.

## Geschichte
Nach Entwürfen des Hamburger Architekten Friedhelm Grundmann wurde 1966 mit dem Bau von Kirche, Gemeindehaus, Pastorat und einer Küsterwohnung begonnen. 1968 wurde das Gemeindezentrum in der heutigen Form fertiggestellt. Aus finanziellen Gründen wurden die Pläne Grundmanns nicht vollständig realisiert. 2022 wurden das separat stehende Pastorat sowie die Küsterwohnung, welche zuletzt als Unterkunft für Geflüchtete genutzt wurden, abgerissen und auf dem Gelände samt anliegendem Parkplatz ein Wohngebäude errichtet.

## Architektur

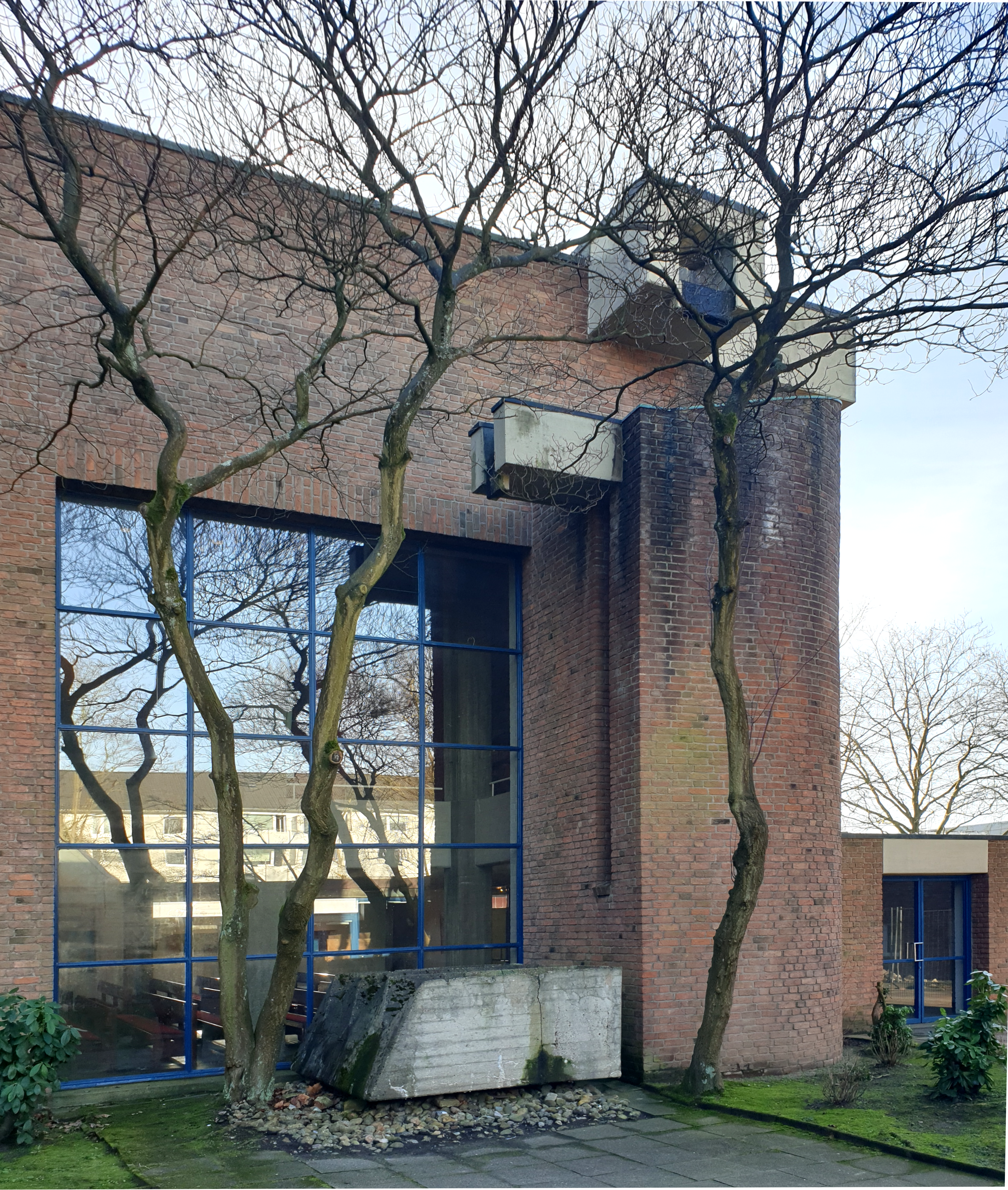
Nordfenster, Aufgang zur Orgelempore, Wasserspeier und erodierte Betonplastik

Die Kirche ist in ihrer radikal modernen Formsprache klar erkennbar dem historischen Bautypus der dreischiffigen Basilika verpflichtet. Sie ist eine der größten von Grundmann entworfenen Kirchen und zählt zu den bedeutendsten Kirchneubauten der Nachkriegszeit in Schleswig-Holstein. Das gesamte Ensemble besteht aus rotem Backstein und Sichtbeton, mit blauen Akzenten an Türen und Fenstern.
Das traditionell nach Osten ausgerichtete Bauwerk schließt sich zum südlich angrenzenden Marktplatz ab und lässt nur durch einige schmale Fensterbänder Licht herein. Vollständig fensterlos ist sie nach Osten und Westen. Die Kirche zeichnet sich durch klare geometrische Formen aus, die von außen die Funktion der einzelnen Bauteile erkennen lassen. Aus dem Turm ragt die Glockenstube zum Norden und Westen hervor, die über eine Brücke mit dem Kirchenschiff verbunden ist. Zum Süden kragt die halbrunde Seitenempore aus dem Bau hervor. Der Vorraum ist deutlich niedriger dem Hauptschiff im Westen vorgesetzt. Eine Oberlicht-Laterne erweitert den Bau nach oben. Der Treppenaufgang zur Orgelempore ist an der Nordseite deutlich als halbrundes Bauteil zu erkennen. Niedrig vorgelagert ist seitlich des an der Ostseite liegenden Altars zum Norden hin die Taufkapelle dem Kubus angebaut. Das einzige große Fenster zeigt nach Norden in einen begrünten Innenhof, der von Verwaltungsräumen und dem Gemeindesaal umschlossen wird.
Neben dem Eingang steht eine Plastik aus Beton, die die ökumenische Einheit der Kirche in ihrer Vielfalt symbolisiert. Das auf dem Dach gesammelte Regenwasser wird über zwei kubische Wasserspeier in eine Betonplastik abgeleitet. Grundmann hatte eine allmähliche Erosion der Plastik durch den Regen intendiert.

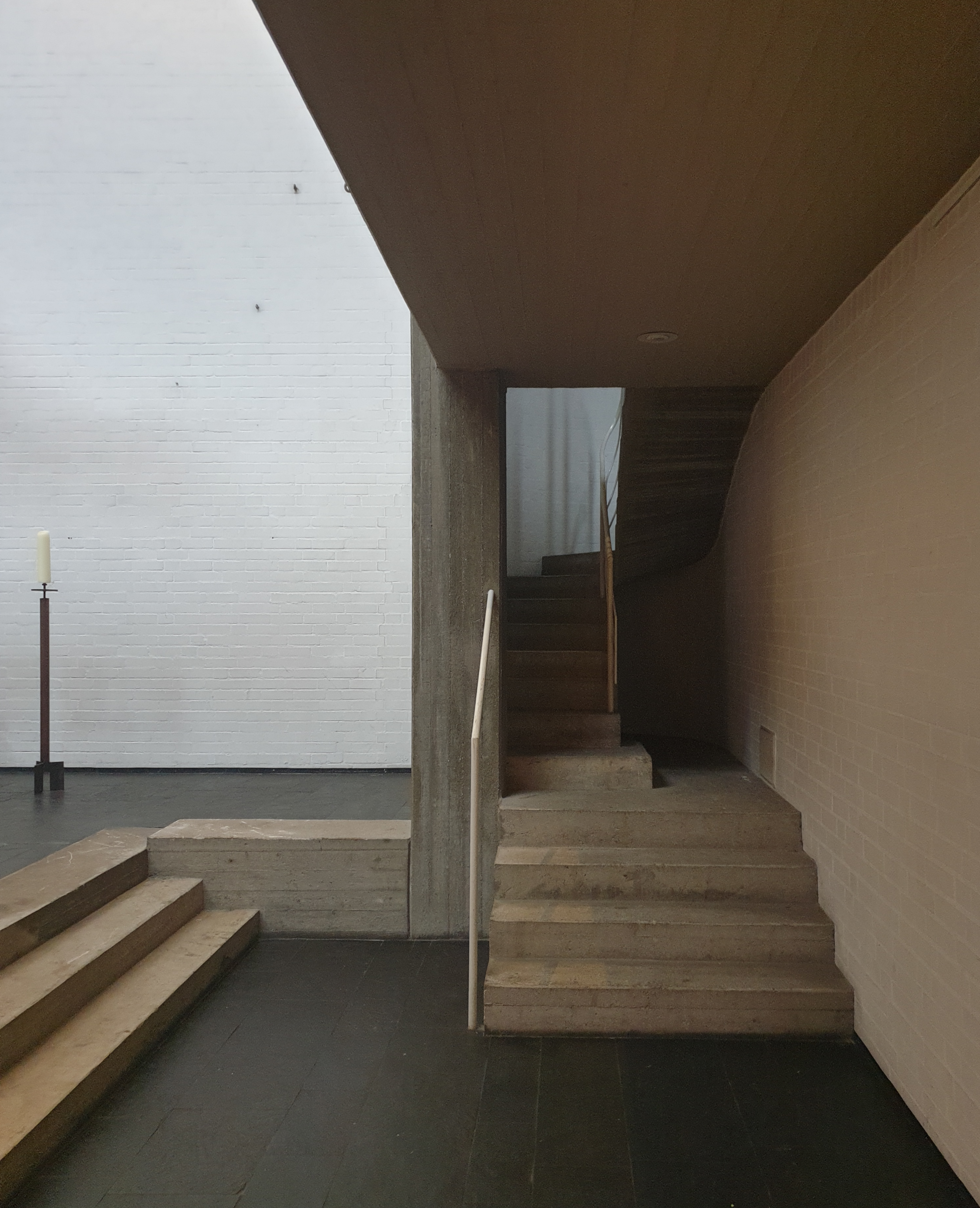
Aufgang zur Chorempore

Die Elemente aus Sichtbeton setzen sich im gesamten Innenraum fort, allerdings sind hier die gemauerten Backsteinwände weiß geschlämmt. Der Boden ist mit dunkelgrauen Schieferplatten belegt.

## Innenraum

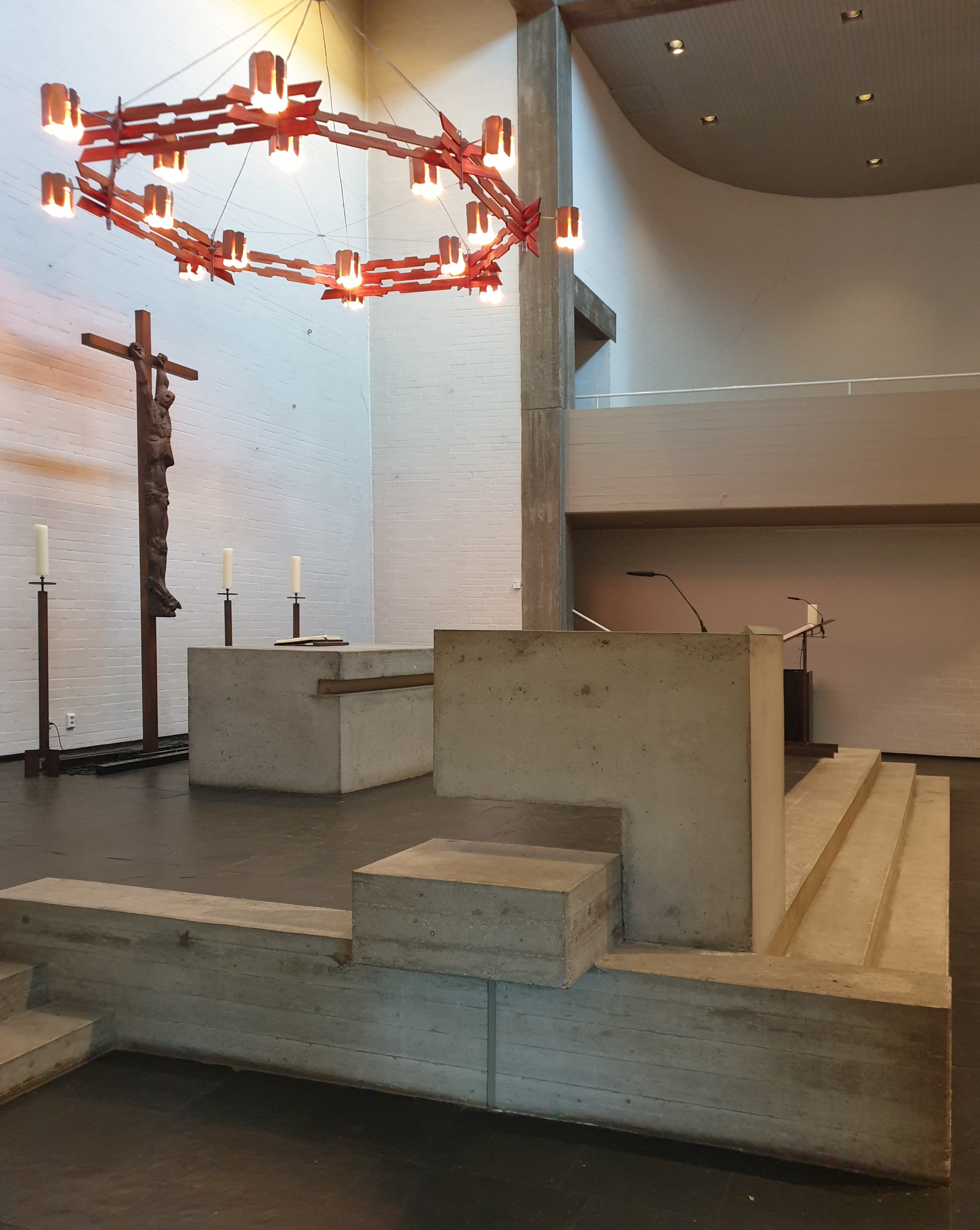
Erhöhter Altarraum mit Kanzel, Altar, Kruzifix und Dornenkrone

Betritt man die Kirche durch das Hauptportal im Westen, durchquert man zuerst den niedrigen Vorraum, der nur durch einen schmalen Lichtschlitz von Süden erhellt ist. Der Kirchraum verbirgt seine Größe vorerst durch die niedrige Orgelempore, unter der ebenfalls nur durch ein schmales Fensterband etwas Licht gewährt wird. Nach wenigen Metern wird der Blick auf das hohe Kirchenschiff freigegeben, das durch seitliche Säulen aus Beton in ein Hauptschiff mit zwei Seitenschiffen unterteilt wird. Der Altarraum liegt im Osten, öffnet sich jedoch nicht über ein Kirchfenster dem Sonnenaufgang, sondern wird nur über ein Oberlicht erhellt. Er wird von einem erhöhten Chor im Süden und einer Taufkapelle im Norden flankiert. Der Altarraum liegt drei Betonstufen über der Kirchenschiffebene, Altar und Kanzel sind ebenfalls aus Beton gegossen.  Vier Altarleuchter, Kruzifix, Taufschale und das Lesepult aus verkupfertem Stahl wurden von Hans-Werner Peters gestaltet, der die Figur des gekreuzigten Christus in Erinnerung an den Holocaust bewusst „ungefällig“ als Gewaltopfer dargestellt hat.

„Über dem Altar hängt ein Kronleuchter. Der zur Dornenkrone knorrig gefügte und mit Stacheln behaftete Kranz nimmt Schmerz und Leid des Kreuzes auf. Aber er bleibt nicht im Dunklen, sondern wird erhellt zur Triumphkrone, führt von Karfreitag nach Ostern.“

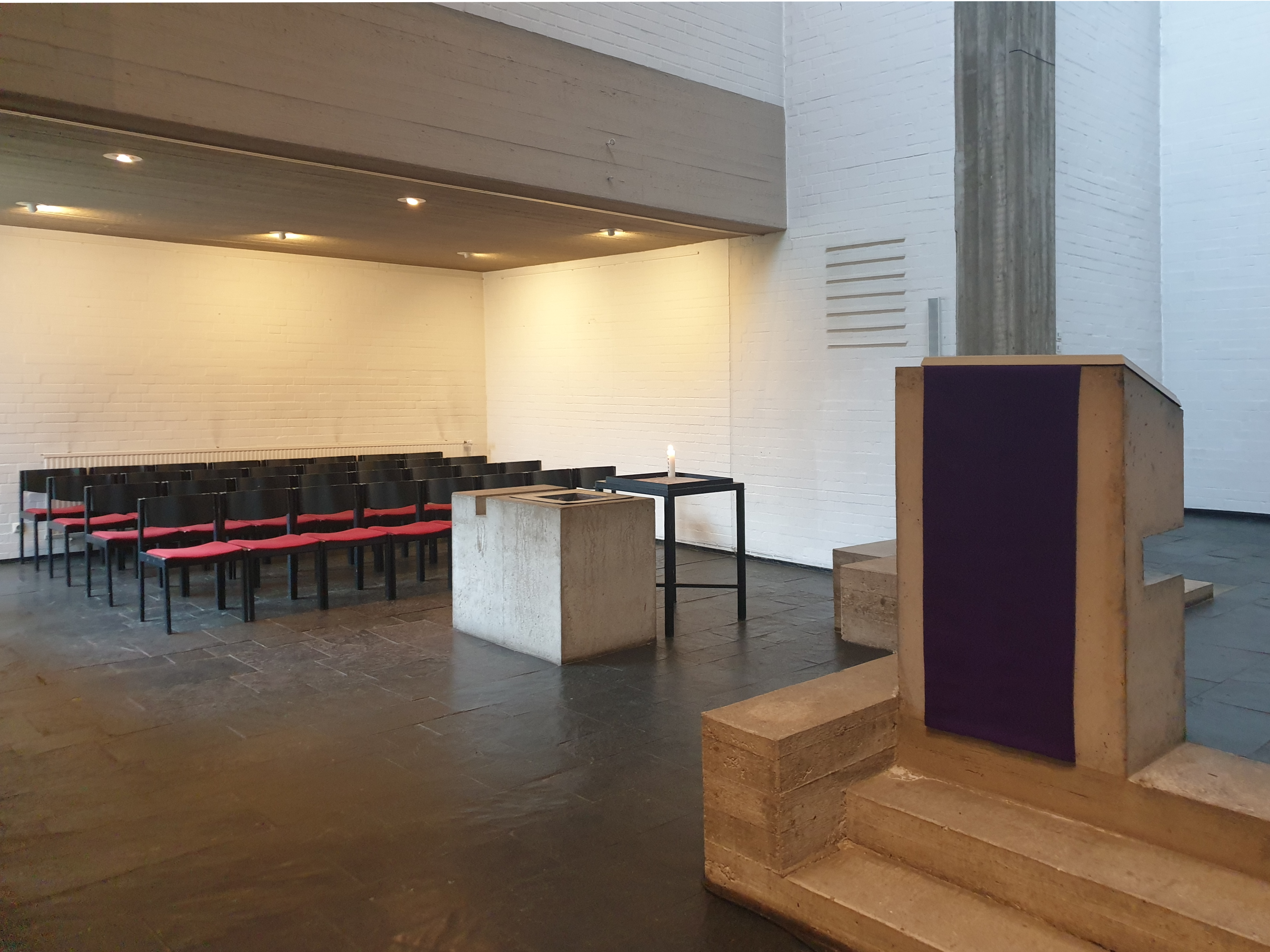
Taufkapelle mit Kanzel im Vordergrund

Die Taufkapelle ist mit niedriger Deckenhöhe an den Kirchraum angegliedert und im Gegensatz zum Kirchenschiff bestuhlt. Sie wird durch ein bodentiefes Fenster erhellt, das in den Innenhof führt. Auch die gegenüberliegende, abgerundete Chorempore, die die Symmetrie des Grundrisses wieder herstellt, kragt aus dem Kirchenbau heraus und ist damit als Funktion wie die Taufkapelle von außen ablesbar.

## Orgel

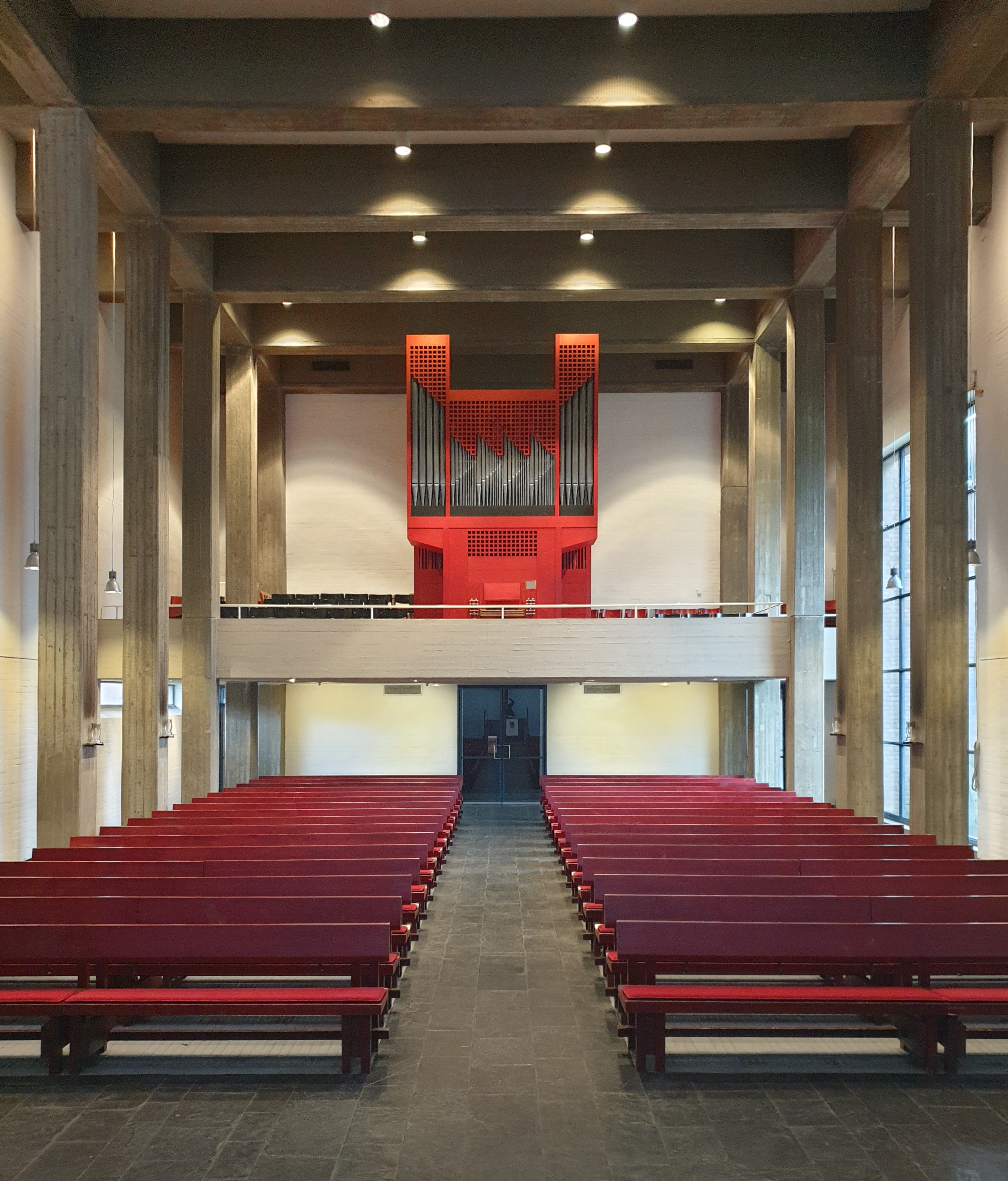
Kirchschiff mit Orgelempore

Die Orgel wurde 1972 von Jürgen Ahrend als sein Opus 75 errichtet. Der Prospekt wurde von Grundmann entworfen und greift die moderne Formensprache des Kirchenraums und die rote Farbgebung der Kirchenbänke auf.
Die Orgel empfindet als Stilkopie die norddeutsche Barockorgel nach. Dieses gilt sowohl für die Bauweise der Pfeifen als auch für die mechanische Spieltraktur und die historische Stimmung (Werckmeister III modifiziert). Das Schleifladen-Instrument hat 19 Register, die auf zwei Manuale und Pedal verteilt sind. Die Spiel- und Registertrakturen sind mechanisch. Mit der Anschaffung der Orgel war die ursprüngliche Absicht verbunden, eine Konzertkirche zu errichten. Der Architekt hatte auf eine gute Akustik der Kirche Wert gelegt.
| I Hauptwerk C–f3 |           |       |
| 1.               | Praestant | 8′    |
| 2.               | Rohrflöte | 8′    |
| 3.               | Oktave    | 4′    |
| 4.               | Nasat     | 2 ⁄3′ |
| 5.               | Oktave    | 2′    |
| 6.               | Mixtur IV |       |
| 7.               | Trompete  | 8′    |

| II Brustwerk C–f3 |             |    |
| 8.                | Holzgedackt | 8′ |
| 9.                | Holzflöte   | 4′ |
| 10.               | Waldflöte   | 2′ |
| 11.               | Oktave      | 1′ |
| 12.               | Terzian II  |    |
| 13.               | Regal       | 8′ |

| Pedalwerk C–f1 |            |     |
| 14.            | Subbaß     | 16′ |
| 15.            | Oktave     | 8′  |
| 16.            | Oktave     | 4′  |
| 17.            | Mixtur III |     |
| 18.            | Fagott     | 16′ |
| 19.            | Trompete   | 8′  |

| Effektregister, Koppeln: |
| Zimbelstern              |
| II/I                     |
| I/P                      |

## Glocken
Am 17. Dezember 1967 wurden die vier großen Gussstahl-Glocken im Glockenturm aufgehängt. Sie wurden beim Bochumer Verein gegossen, der zu dieser Zeit bereits zur Krupp AG gehörte.
Mit 1080 kg ist die As-Dur Glocke die schwerste. Daneben gibt es drei kleinere Glocken, eine es-, eine f- und eine b-moll Glocke. Sie bringen 780, 440 und 360 kg auf die Waage. „Für die Einheit der Kirche“ ist der Leitspruch der Glocken und eingraviert in die größte Glocke, die sogenannte Ökumeneglocke, die somit auf den Namensgeber Nathan Söderblom verweist.
Die Namen der Glocken entstammen der Apostelgeschichte 2.42:
Gemeinschaft: für die Einheit der Kirche
Apostellehre: für die Ausbreitung des Evangeliums
Gebet: für die Frömmigkeit im Land
Brotbrechen: für Frieden und Versöhnung
Über dem Portal hängt eine fünfte Glocke, die Vaterunser-Glocke, die während des Vaterunsers im Gottesdienst angeschlagen wird, so dass auch die Menschen außerhalb der Kirche sich dem Gebet anschließen können.